# Caloptilia vibrans
Caloptilia vibrans là một loài bướm đêm thuộc họ Gracillariidae. Nó được tìm thấy ở Nam Phi.
Ấu trùng ăn Clerodendron glabrum. Chúng ăn lá nơi chúng làm tổ.